# Scoundrel Days
Albums de a-ha
Hunting High and Low
(1985) Stay on These Roads
(1988)
Scoundrel Days est le deuxième album du groupe de synthpop norvégien a-ha, sorti en 1986. 

## Promotion
En novembre 1986, le vidéo-clip de la chanson "Cry Wolf" a été tourné par Steve Barron au château de Couches (en Bourgogne).

## Titres
| No  | Titre                        | Auteur               | Durée |
| --- | ---------------------------- | -------------------- | ----- |
| 1.  | Scoundrel Days               | Furuholmen, Waaktaar | 3:56  |
| 2.  | The Swing of Things          | Waaktaar             | 4:14  |
| 3.  | I've Been Losing You         | Waaktaar             | 4:24  |
| 4.  | October                      | Waaktaar             | 3:48  |
| 5.  | Manhattan Skyline            | Furuholmen, Waaktaar | 4:52  |
| 6.  | Cry Wolf                     | Furuholmen, Waaktaar | 4:05  |
| 7.  | We're Looking for the Whales | Furuholmen, Waaktaar | 3:39  |
| 8.  | The Weight of the Wind       | Waaktaar             | 3:57  |
| 9.  | Maybe, Maybe                 | Furuholmen           | 2:34  |
| 10. | Soft Rains of April          | Furuholmen, Waaktaar | 3:12  |

| 11. | I've Been Losing You (Extended Version)     | 7:04 |
| 12. | Cry Wolf (Extended Version)                 | 8:12 |
| 13. | Manhattan Skyline (Extended Remix)          | 6:50 |
| 14. | Scoundrel Days (Demo)                       | 4:56 |
| 15. | The Swing of Things (Demo #3)               | 4:41 |
| 16. | I've Been Losing You (Octocon Studios Demo) | 3:16 |
| 17. | October (Demo)                              | 2:57 |
| 18. | Manhattan Skyline (Demo)                    | 4:50 |
| 19. | Cry Wolf (Demo)                             | 3:33 |
| 20. | We're Looking for the Whales (1984 Demo)    | 3:17 |
| 21. | The Weight of the Wind (Demo)               | 4:15 |
| 22. | Maybe, Maybe (Demo)                         | 2:28 |
| 23. | Soft Rains of April (Guitar Version)        | 2:08 |
| 24. | Scoundrel Days (Octocon Studios Demo)       | 3:59 |
| 25. | This Alone is Love                          | 4:33 |
| 26. | Days on End                                 | 3:06 |
| 27. | Train of Thought (Live)                     | 6:38 |
| 28. | I've Been Losing You (Live)                 | 5:07 |
| 29. | The Blue Sky (Live)                         | 5:12 |
| 30. | We're Looking for the Whales (Live)         | 6:45 |
| 31. | Cry Wolf (Live)                             | 5:55 |

## Personnel
- Morten Harket – chant
- Magne Furuholmen – claviers, programmation de la basse et de la batterie, chœurs
- Pål Waaktaar – guitares, programmation de  la batterie, chœurs

## Personnel additionnel
- Graham Prescott – cordes sur (1)
- Michael Sturgis – batterie sur (2, 3, 10)
- Leif Karsten Johansen – basse sur (3)
- Øystein Jevanord – batterie sur (6)